# Quách Tuyền
Quách Tuyền (chữ Hán:郭泉, bính âm: Guō Quán) (sinh 1968) là một nhà hoạt động dân chủ và nhân quyền của Trung Quốc. Ông thành lập đảng Tân Dân chủ Trung Quốc. Ông là một cán bộ doanh nghiệp nhà nước, thư ký của Ủy ban Tái cơ cấu Kinh tế Nam Kinh và cán bộ Tòa án Nhân dân Nam Kinh.
Đảng do ông thành lập là một nhóm đối lập chính trị ở Trung Quốc, từng thách đố chế độ cộng sản nơi đây với lời kêu gọi có cuộc bầu cử đa đảng. Tuyền nói rằng thân chủ của ông bị cáo buộc thành lập một nhóm chính trị bất hợp pháp, thu nhận thành viên và đăng tải các bài viết trên Internet "để lật độ chế độ xã hội chủ nghĩa với danh nghĩa giúp đỡ người cô thế."
Tuyền, từng là một thẩm phán trong sáu năm và cũng là một giáo sư văn chương, đã bị cấm không cho dạy tại đại học sau khi ông thành lập tổ chức này, nhằm mục đích giúp đỡ về mặt pháp lý cho các nông dân mất đất, các cựu chiến binh về hưu không kiếm ra việc làm và các công nhân bị các công ty quốc doanh cho nghỉ việc. Kể từ khi chiếm chính quyền năm 1949, đảng Cộng sản Trung Quốc không cho phép ai có quyền thách đố chế độ độc đảng ở quốc gia này. Trong khi có sự hiện diện của các đảng phái chính trị khác, nhiệm vụ chính của họ là hỗ trợ đảng Cộng sản.
Tuyền từng bị bắt nhiều lần kể từ khi thành lập đảng Tân Dân chủ Trung Quốc năm 2007, với lần cuối trước khi bị bắt la vào thứ năm ngày 13 tháng 11 năm 2008 tại Nam Kinh ở tỉnh Giang Tô. Theo vợ của ông, cảnh sát buộc ông tội "chống phá quyền lực nhà nước" cảnh sát Trung Quốc thường xuyên sử dụng lời cáo buộc "chống phá nhà nước" để giam giữ các nhà bất đồng chính kiến trong nhiều năm.
Ông bị đưa ra xử ngày thứ sáu, 7 tháng 8 năm 2009 tại thành phố Tú Thiên, với tội âm mưu lật đổ chế độ, theo lời Luật sư Guo Lianhui. Tội trạng này thường được dùng để đối phó với thành phần chống chính phủ, có thể lên đến nhiều năm tù ở. Tuyền tuyên bố mình vô tội trước phiên tòa, theo lời luật sư của ông. Ngày 17 tháng 10 năm 2009, thông tấn xã báo cáo rằng ông đã bị kết án 10 năm tù.